# Kanton Creney-près-Troyes
Creney-près-Troyes is een kanton van het Franse departement Aube. Het kanton maakt deel uit van de arrondissementen Troyes (8) en Nogent-sur-Seine (25). Het heeft een oppervlakte van 487,7 km² en telt 17.601 inwoners in 2018, dat is een dichtheid van 36 inwoners per km².

Het kanton Creney-près-Troyes werd opgericht bij de herindeling van de kantons door het decreet van 21 februari 2014 met uitwerking op 22 maart 2015.

## Gemeenten
Het kanton is samengesteld uit alle 25 gemeenten van het opgeheven kanton Méry-sur-Seine met 7 gemeenten uit het kanton Troyes-2 en 1 gemeente uit het kanton Troyes-1, dat zijn samen de volgende 33 gemeenten:
- Bessy
- Boulages
- Champfleury
- Chapelle-Vallon
- Charny-le-Bachot
- Châtres
- Chauchigny
- Creney-près-Troyes
- Droupt-Saint-Basle
- Droupt-Sainte-Marie
- Étrelles-sur-Aube
- Fontaine-les-Grès
- Les Grandes-Chapelles
- Lavau
- Longueville-sur-Aube
- Mergey
- Méry-sur-Seine
- Mesgrigny
- Plancy-l'Abbaye
- Prémierfait
- Rhèges
- Rilly-Sainte-Syre
- Saint-Benoît-sur-Seine
- Saint-Mesmin
- Saint-Oulph
- Sainte-Maure
- Salon
- Savières
- Vailly
- Vallant-Saint-Georges
- Viâpres-le-Petit
- Villacerf
- Villechétif